# New Kids on the Block (álbum)
New Kids on the Block es el álbum debut de la boy band norteamericana New Kids on the Block. Fue lanzado en la primavera de 1986, en un estilo Bubblegum pop, con un sonido similar al de The Osmonds. Primeramente pasó inadvertido aunque tuvo una aceptación y conformó a los primeros fans, y más tarde gracias a algunas estrategias comerciales aumentaron sus ventas significativamente.
Como resultado, el álbum pasó inadvertido comercialmente. En agosto de 1989, durante el éxito de su segundo disco, Hangin 'Tough, Columbia Records lanzó el track del primer disco "Didn't I (Blow Your Mind)" como sencillo, en un intento de llevar este álbum a la atención de la creciente base de fanes del grupo. La estratagema funcionó, y se disparó la venta del álbum. Posteriormente, New Kids on the Block, The Block el álbum, más vendido en la historia boy band con aproximadamente 45 millones de dólares y el cual ganó un disco de oro por la RIAA 3x, alcanzando el puesto # 2 en los EE. UU. Billboard 200.

## Canciones
1. "Stop It Girl" (Maurice Starr) 3:43
  - Vocales de Donnie Wahlberg y Joey McIntyre
  - Rap por Jordan Knight
2. "Didn't I (Blow Your Mind)" (Bell, Hart) 4:24
  - Vocales de Jordan Knight
  - Vocales Secundarias de Donnie Wahlberg y Joey McIntyre
  - Spoken by Danny Wood
3. "Popsicle" (Starr) 4:49
  - Vocales de Joey McIntyre y Jordan Knight
  - Rap de New Kids on the Block
4. "Angel" (Cappra, Starr) 3:32
  - Vocales de Joey McIntyre y Danny Wood
5. "Be My Girl" (Starr) 3:55
  - Vocales de Donnie Wahlberg
6. "New Kids on the Block" (Starr, Donnie Wahlberg) 3:22
  - Vocales de Donnie Wahlberg
7. "Are You Down?" (AJ Banks, Nuri, Donnie Wahlberg) 5:00
  - Vocales de New Kids on the Block
8. "I Wanna Be Loved by You" (Starr) 4:56
  - Vocales de New Kids on the Block
9. "Don't Give Up on Me" (Starr) 4:45
  - Vocales de Donnie Wahlberg, Jonathan Knight, Jordan Knight, and Joey McIntyre
10. "Treat Me Right" (Maurice Starr) 4:17
  - Lead vocals by Joey McIntyre

- Datos: Q7009666